# Hatanbulag
Hatanbulag (mongoliska: Хатанбулаг Сум, Хатанбулаг, Hatanbulag Sum) är ett distrikt i Mongoliet.   Det ligger i provinsen Dornogobi, i den sydöstra delen av landet, 600 km söder om huvudstaden Ulaanbaatar.